# Сельское поселение Пестравка
Сельское поселение Пестравка — муниципальное образование в Пестравском районе Самарской области.
Административный центр — село Пестравка.

## Административное устройство
В состав сельского поселения Пестравка входят:
- деревня Анютино,
- деревня Садовка,
- село Пестравка,
- село Тяглое Озеро.